# Pin Yathay
 (novembre 2022).
Les informations dans cet article sont mal organisées, redondantes, ou il existe des sections bien trop longues. Structurez-le ou soumettez des propositions en page de discussion.
Avec le temps, il arrive que le contenu présent dans un article devienne désordonné. Il est souvent nécessaire de réorganiser l'article de fond en comble.
- Il faut tout d’abord répartir le contenu de l'article en plusieurs sections. Les informations doivent ensuite être exposées clairement et le plus synthétiquement possible, regroupées par sujet afin d'éviter les doublons. Quelqu'un cherchant une information précise doit pouvoir la trouver rapidement en lisant la section appropriée.
- À l'intérieur de chaque section, le texte, souvent initialement sous la forme de phrases éparses, doit être regroupé dans des paragraphes de quelques lignes, en assurant un enchaînement logique et une cohérence entre les phrases.
- Lorsque l'article ou l'une de ses sections développe trop longuement un point qui n'est pas dans le cœur du sujet traité, il convient de faire une synthèse et de transférer l'ancien contenu dans des articles plus appropriés (en cas de transfert, il faut impérativement respecter la procédure Aide:Scission).

Si vous pensez que ces points ont été résolus, vous pouvez retirer ce bandeau et améliorer le plan d'un autre article.
Pin Yathay est un écrivain survivant et opposant au régime de terreur Khmers rouges de Pol Pot. Il est connu pour s'être échappé d'un camp de travail et avoir raconté son vécu et celui de toute une nation dans deux livres dont le plus connu est : Tu vivras, mon fils.

## Biographie

### Enfance et formations
Pin Yathay est né le 1er janvier 1944  à Oudong, un village situé à environ 40 km au nord de Phnom Penh.
Jeune élève brillant, il reçoit une bourse du gouvernement cambodgien après avoir terminé ses études secondaires et s'en va au Canada afin de poursuivre ses études. En 1965, Pin Yathay obtient un diplôme d'ingénieur civil à l'Institut polytechnique de Montréal. Il rentre au Cambodge et commence à travailler pour le ministère des Travaux publics.
Il épouse sa première femme et peu de temps après, ils ont eu un fils. En 1969, sa femme meurt en couches en donnant naissance à leur deuxième enfant. Ce dernier ne survit pas. Il épouse par la suite Any, la sœur de sa première femme et ils ont deux fils. Tout bascule pour eux quand en 1975, les Khmers rouges renversent le gouvernement de Lon Nol à Phnom Penh et instaurent un régime de terreur.
Du fait de son éducation, Pin Yathay, sa famille et tous les professionnels et les intellectuels éduqués du pays son persécutés et accusés d'être des bourgeois capitalistes,,,.

## Histoire
Tu vivras, mon fils sont les paroles qui lui ont insufflé cette soif de survie. Une phrase à lui dite par son père sur son lit de mort. Cette phrase permet à Pin Yathay de survivre à  l'enfer des khmers rouges. Considéré comme un bourgeois capitaliste, Pin Yathay et sa famille, composée de huit personnes, sont envoyés travailler comme ouvriers agricoles non rémunérés dans les campagnes.
En 1977, la plupart des membres de sa famille meurent de malnutrition, de surmenage et de maladie. Pin Yathay, qui dans un premier temps arrive à dissimuler son niveau d'instruction, est en fin de compte trahit par un proche. Se sachant en danger de mort et craignant sa mise à mort certaine, il s'évade en traversant à pied pendant deux mois les montagnes qui séparent le Cambodge de la Thaïlande. Lors de son évasion, il perd sa femme dans un incendie de forêt,,,.
De déportation en déportation, Pin Yathay raconte les travaux forcés, la famine et les deuils. Il livre l'enfer qu'il connaît pendant plus de vingt-six mois. Il est témoin de l’abolition de la monnaie du pays; de la perte de son identité, lui qui a vu mourir de faim et de maladie ses enfants, ses parents, ses frères et sœurs, ses cousins. Partis de Phnom Penh au nombre de dix-huit en 1975 lors de la prise du pouvoir par les khmers rouges, il est le seul survivant de ces dix-huit déportés. Son témoignage est raconté dans deux livres,,,.

## Carrière
Pin Yathay, qui est ingénieur de formation, vit en France depuis son évasion. Il travaille en 2022 comme ingénieur de projet à l'Agence française de développement à Paris. Il s'est également remarié et a trois fils,.

## Ouvrages
- L'Utopie meurtrière : Un rescapé du génocide cambodgien témoigne , Robert Lafont, 1979
- Tu vivras, mon fils : l'extraordinaire récit d'un rescapé de l'enfer cambodgien , Cornell University Press, 15 avril 2013 , avec John Man[7]